# Phyllophaga vicina
Phyllophaga vicina är en skalbaggsart som beskrevs av Moser 1918. Phyllophaga vicina ingår i släktet Phyllophaga och familjen Melolonthidae. Inga underarter finns listade i Catalogue of Life.